# Gewissensehe
Gewissensehe ist ein Ausdruck für eine auf Dauer angelegte Beziehung zweier Menschen zueinander, in der beide Seiten wie in einer Ehe zusammenleben wollen, ohne dass die für eine Ehe notwendigen formalen Rahmenbedingungen geschaffen werden und auch nicht geschaffen werden sollen (bzw. nicht geschaffen werden können). Eine Gewissensehe wird im Alltag auch Ehe ohne Trauschein genannt. Da die formalen Rahmenbedingungen für eine Ehe je nach Zeitalter, Gesellschaftsordnung und Religion sehr verschieden sein können und sich die entsprechenden Regeln auch ändern können, ist eine allgemeingültige detaillierte Definition nicht möglich.
Für die Beurteilung einer Situation als Gewissensehe sind jedenfalls die zeitlich und örtlich geltenden Regelwerke zu beachten, wobei eine Gültigkeit wiederum teilweise von der Kundmachung einschlägiger Rechtsvorschriften abhängen kann. So wurde z. B. im Bereich der katholischen Kirche das Dekret (aus der Sessio XXIV) Tametsi des Konzils von Trient, welches die davor möglichen heimlichen Eheschließungen durch die Einführung von formalen Regeln (Öffentlichkeit, Aufgebot, Priester, Zeugen etc.) verhindern sollte, im deutschsprachigen Raum wegen der konfessionellen Streitigkeiten des 16. Jahrhunderts teilweise nur verzögert bzw. gar nicht kundgemacht.
Der Wille der Betroffenen, sich als Ehepartner zu betrachten, unterscheidet eine Gewissensehe von der Lebensgemeinschaft, dem Konkubinat und anderen Formen des Zusammenlebens, die im Alltag ohne nähere Unterschiede ebenfalls Ehe ohne Trauschein genannt werden. Da dieser Wille nicht nach außen in Erscheinung treten muss (also im Gewissen, im persönlichen Bewusstsein der Betroffenen bleiben kann), ist eine klare Abgrenzung der Gewissensehe zu den anderen Zusammenlebensformen nicht möglich.
Partner einer Gewissensehe gelten staatlich im Regelfall als unverheiratet. Ohne nähere Vorsorge können sie keine Auskunft in medizinischen Angelegenheiten ihres Partners bekommen, haben bei der Geburt eines Kindes nicht ohne Weiteres ein Sorgerecht, können eine Mietwohnung nicht automatisch übernehmen und erben nichts, wenn der Partner stirbt. Diese Wirkungen hängen im Detail von der jeweiligen Rechtsordnung ab, die auch Fristen enthalten kann, ab denen das Zusammenleben in der einen oder anderen Weise doch rechtlich relevant werden kann.
Eine Gewissensehe kann je nach Situation geheim gehalten werden oder nicht. Dass sie auf Dauer angelegt ist, unterscheidet die Gewissensehe von einer heimlichen Eheschließung, bei der nur der Abschluss der Ehe (die Trauung) und deren Vorbereitungen geheim gehalten werden, aber das Faktum des Verheiratetseins danach nicht geheim gehalten wird. Im Sprachgebrauch wird das nicht immer deutlich unterschieden, sodass der Ausdruck, es sei eine „heimliche Ehe“ abgeschlossen worden, einerseits (nur) eine geheimgehaltene Eheschließung (Hochzeit), andererseits eine geheimgehaltene Dauerbeziehung meinen kann.
Im ausgehenden 19. Jahrhundert wurde die Gewissensehe wie folgt definiert:
„Gewissensehe, geschlechtliche Verbindung, welche ohne bürgerliche Beurkundung und ohne kirchliche Einsegnung, aber von beiden Teilen in der Absicht eingegangen wird, sich gegenseitig als wirkliche Eheleute zu betrachten und sich allen daraus hervorgehenden Verpflichtungen zu unterwerfen. Eine solche Gewissensehe erscheint rechtlich nur als Konkubinat und ebendeshalb als keine Ehe im Sinne des Gesetzes. Früher kam es in manchen Ländern vor, dass der protestantische Landesherr von der kirchlichen Trauung Dispens erteilte; doch war die Rechtsgültigkeit einer solchen G. nicht unbestritten …“

## Gewissensehe im religiösen Umfeld
Da die Geheimhaltung einer Eheschließung speziell dadurch, dass sie nicht in die jeweiligen amtlichen Verzeichnisse (Trauungsbücher etc.) eingetragen wird, schwerwiegende Unsicherheiten auslösen kann (z. B. die Erschleichung bzw. unbewusst falsche Ausstellung einer Ehefähigkeitsbescheinigung), werden Gewissensehen bzw. geheime Ehen generell nur aus schwerwiegenden Gründen und nur äußerst selten genehmigt.

### Katholische Kirche
Im aktuellen kanonischen Recht nach dem 1983 promulgierten kirchlichen Gesetzbuch (Codex Iuris Canonici) wird der Ausdruck „Gewissensehe“ nicht mehr verwendet. Stattdessen wird „Geheimehe“ oder „geheime Ehe“ verwendet.
Es gibt daher nach wie vor die Möglichkeit, eine geheime, nichtöffentliche Eheschließung (matrimonium conscientiae, matrimonium secretum) vor dem  „Ortsoberhirten“ (Ortsordinarius, das wird im Regelfall der Ortsbischof sein) vorzunehmen, die nicht in die öffentlichen Kirchenbücher eingetragen wird. Sie wird ausschließlich im Geheimarchiv der Diözesankurie vermerkt und alle sonstigen Aufzeichnungen im Zusammenhang mit der Heirat sind zu vernichten. Eine nach diesen Regeln dokumentierte Geheimehe darf nur von den Betroffenen selbst öffentlich gemacht werden und ausnahmsweise vom zuständigen Bischof, wenn ansonsten gravierende Missstände entstehen würden (Bigamie, Nichtanerkennung von Kindern usw.).
Vor 1983 gab es im Eherecht der katholischen Kirche die mit bischöflicher Genehmigung eingegangene Gewissensehe, die nur vor Gott, nicht aber vor der Öffentlichkeit und dem Staat geschlossen wurde.
Für die Katholischen Ostkirchen gibt es ähnliche Regeln über Gewissensehen (Geheimehen) wie in der römisch-katholischen Kirche, zuständig ist der örtliche Hierarch.

### Recht der orthodoxen Kirchen
Für die orthodoxen oder altorientalischen Kirchen gibt es keine dem katholischen Bereich vergleichbaren Regeln über Gewissens- oder Geheimehen.

### Evangelische Kirchen
Die Regeln dieser Kirchen haben keine Bestimmungen über heimliche Eheschließungen. Zum Thema, ob und inwieweit Eheschließungen in Einzelfällen auf Dauer oder vorübergehend geheim gehalten werden, waren keine Belege ersichtlich.

### Jüdische Religion
Es gibt keine Bestimmungen über heimliche Eheschließungen. Zum Thema, ob und inwieweit Eheschließungen in Einzelfällen auf Dauer oder vorübergehend geheim gehalten werden, waren keine Belege ersichtlich.

### Islam
Für die Islamische Ehe gibt es keine Bestimmungen über heimliche Eheschließungen. Sowohl eine Ehe auf Zeit als auch eine geheime Ehe verstoßen gegen das grundlegende koranische Ethos der Ehe. Im schiitischen Islam ist die Zeitehe jedoch zulässig.

## Anwendungsfälle
Einer der bekanntesten Fälle einer Geheimehe aus der Geschichte ist die heimliche Eheschließung zwischen Isabella von Kastilien und Ferdinand von Aragón, den späteren Katholischen Königen Spaniens, am 19. Oktober 1469. Es ist nach der Quelle allerdings offen, ob in diesem Fall nur die Trauung geheim erfolgte oder doch auch der Bestand der Ehe geheim bleiben sollte.
Eine Gewissensehe sollen auch Kaiser Franz Joseph und Katharina Schratt eingegangen haben, wie durch mehrere eidesstattliche Erklärungen belegt wird. Die Grundlagen der Argumente für eine geheime Ehe, wie sie von Georg Markus vorgebracht wurden, wurden ab 1992 von Brigitte Hamann als „mysteriöse Eintragungen in einem nicht mehr vorhandenen Buch“ in Zweifel gezogen.
Gewissensehen spielten ab 1938 eine wesentliche Rolle in jenen Fällen, in denen es dem Brautpaar aus ideologischen Gründen (Verbot von Mischehen im Nationalsozialismus) nicht möglich war zu heiraten. Dann wurden immer wieder Ehen vor kirchlichen Behörden geschlossen. Diese Ehen konnten ab 1945 ausdrücklich rückwirkend auch für den staatlichen Bereich anerkannt werden. Ähnliche Regeln gab es für Ehen, die am Ende des Weltkrieges vor Funktionsträgern anerkannter Kirchen oder vor Funktionären der Besatzungsmächte, nicht aber vor Standesämtern, geschlossen worden waren.